# A Vatikán címere

Vatikán címere

A Vatikán címere egy vörös színű pajzs, amely egy-egy tollával felfelé álló arany és egy ezüst színű kulcsot, valamint egy pápai hármas koronát, egy tiarát ábrázol. A címer motívumai megtalálhatók a Vatikán zászlaján is.
Sede vacante idején, amikor nem a pápa irányítja a Szentszéket és az egyházat, a címer megváltozik: tiara helyett ernyőt tartalmaz.

A sede vacante ideje alatt a vatikáni címer tiara helyett esernyőt ábrázol.